# Údavy
Údavy (německy Audau) jsou část města Ždírce nad Doubravou.
K 1. červnu 2007 zde žilo 117 obyvatel.

## Historie
První písemná zmínka o obci pochází z roku 1437.
Územněsprávně byly Údavy v letech 1869–1910 vedeny pod názvem Oudavy jako obec v okrese Chotěboř, od roku 1921–1950 jako obec v tomtéž okrese, v letech 1961–1980 jako obec v okrese Havlíčkův Brod a jako část města Ždírce nad Doubravou pak od 1. ledna 1981.
| Rok            | 1869 | 1880 | 1890 | 1900 | 1910 | 1921 | 1930 | 1950 | 1961 | 1970 | 1980 | 1991 | 2001 |
| -------------- | ---- | ---- | ---- | ---- | ---- | ---- | ---- | ---- | ---- | ---- | ---- | ---- | ---- |
| Počet obyvatel | 246  | 259  | 237  | 236  | 268  | 276  | 251  | 179  | 163  | 161  | 131  | 105  | 103  |

## Galerie

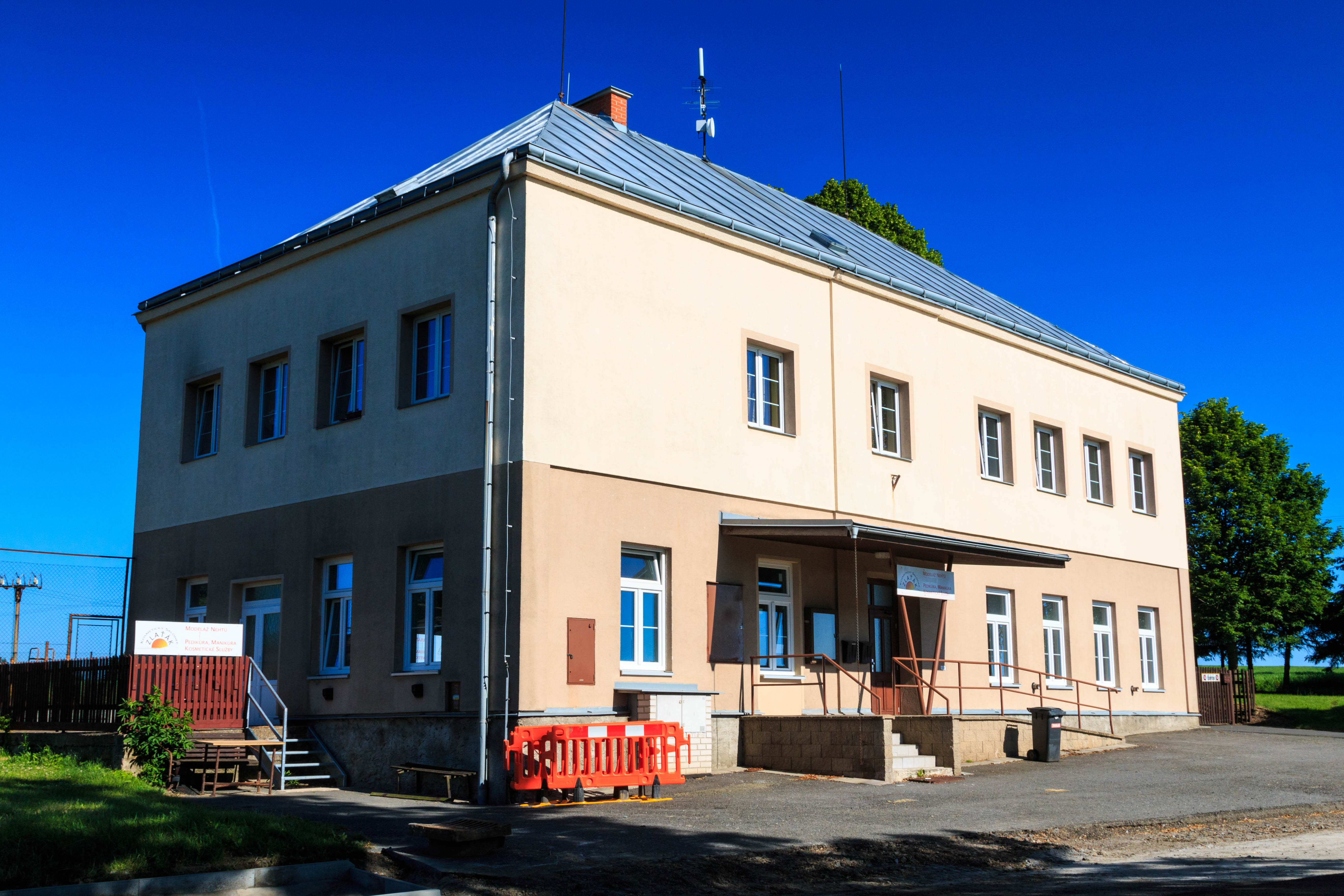
Údavy bývalá škola
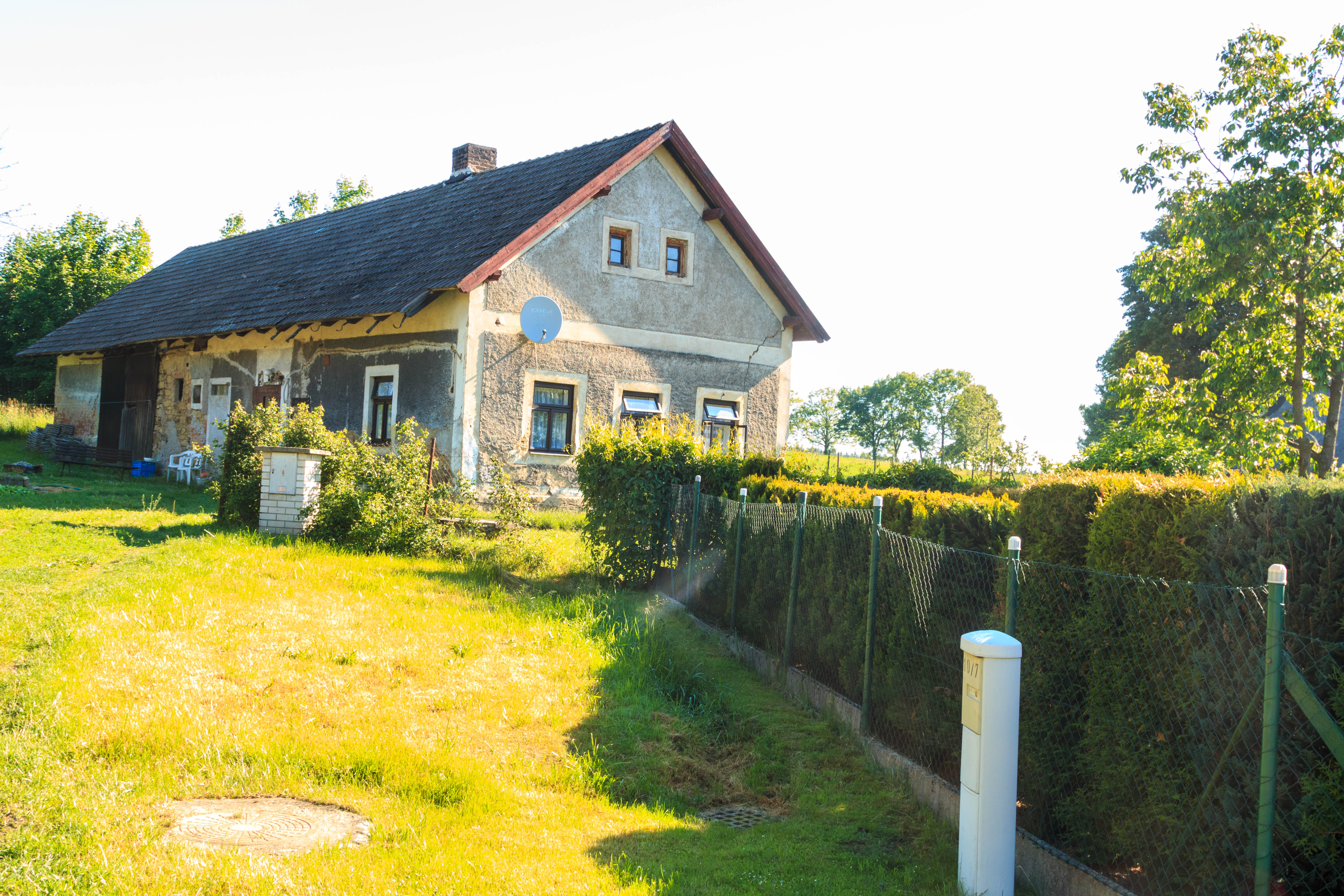
Údavy čp. 33
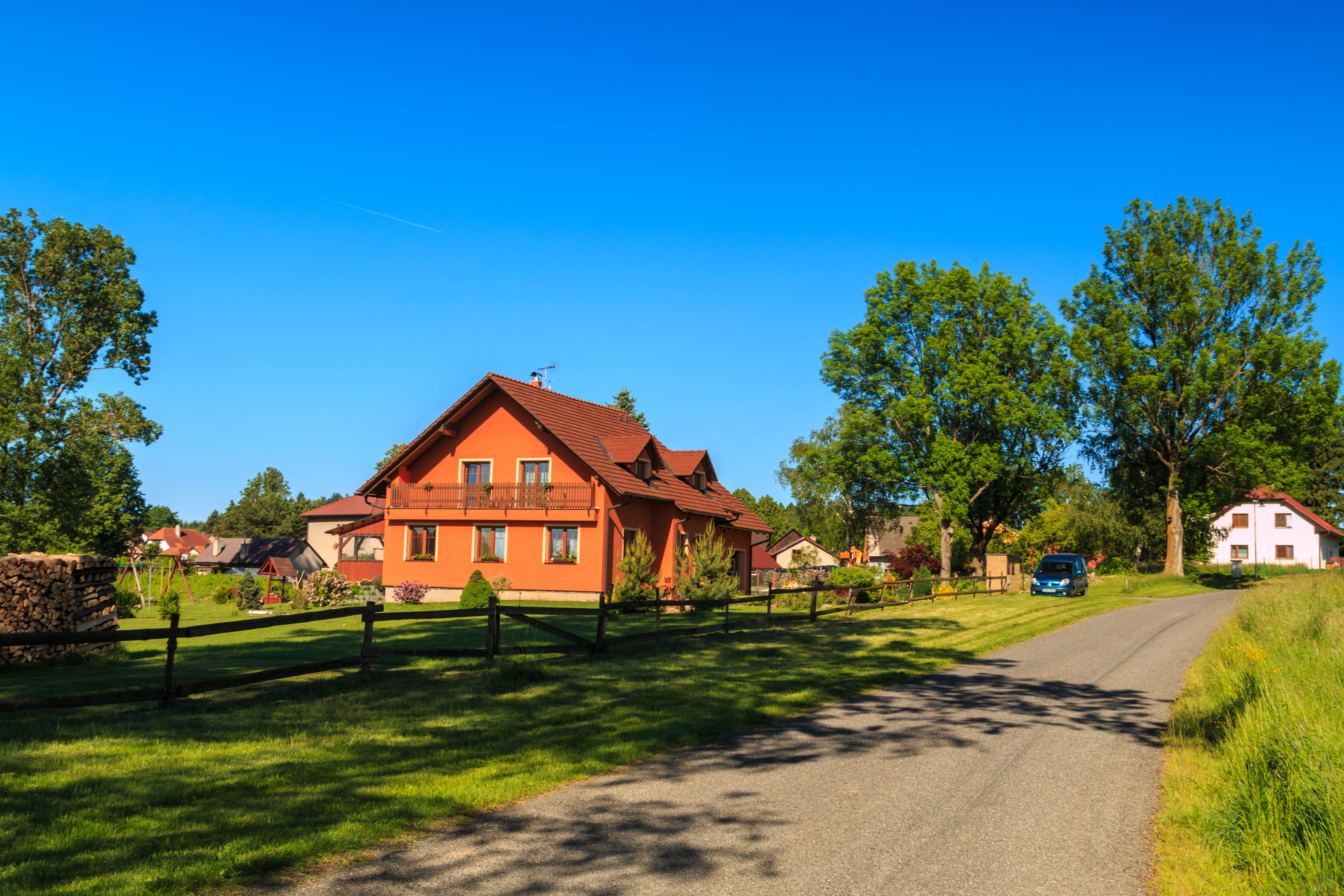
Údavy čp. 51
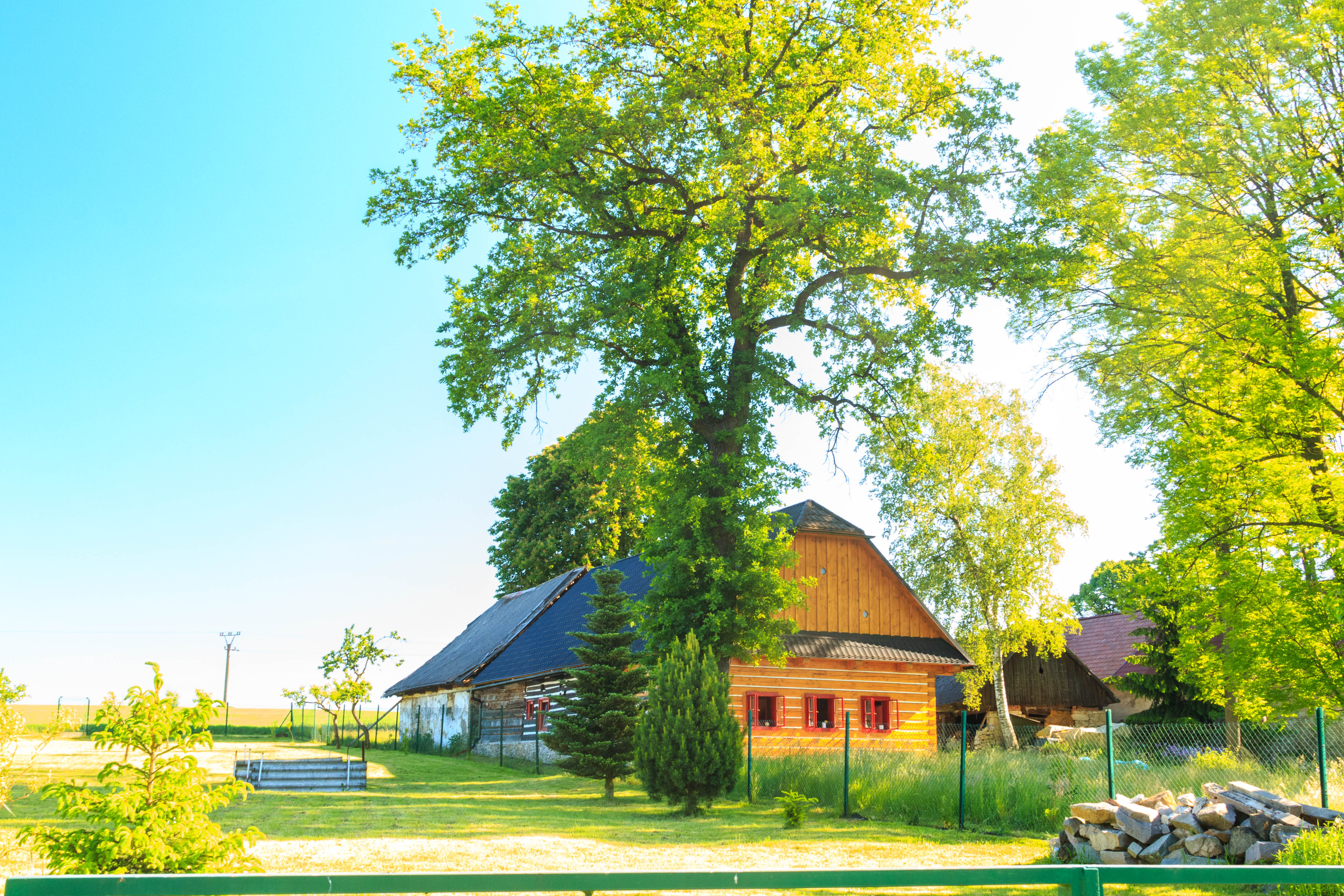
Údavy čp. 6